# Piestopleura platygaster
Piestopleura platygaster är en stekelart som först beskrevs av Fouts 1925.  Piestopleura platygaster ingår i släktet Piestopleura och familjen gallmyggesteklar. Inga underarter finns listade i Catalogue of Life.